# Brie noir
Pour les articles homonymes, voir Brie.
Le brie noir est un fromage français : c'est le nom donné au brie qui a été affiné pendant plusieurs mois. 
Sa couleur a évolué et est passée du jaune clair au beige puis au marron. Autrefois, le brie excédentaire se consommait ainsi et on en trouve encore sur les marchés briards.  
Traditionnellement, la transformation du brie en brie noir répondait à plusieurs besoins. Elle permettait de consommer le brie excédentaire ou non vendable à cause d'un défaut d'aspect. Le brie noir était aussi un moyen de conserver le fromage en l'absence de réfrigérateur : le brie affiné quelques semaines en cave était ensuite stocké plusieurs mois au grenier où il se déshydratait. Les moissonneurs et les vendangeurs appréciaient de pouvoir le transporter aux champs sans précaution même par temps chaud,.
Le goût du brie noir souvent qualifié de "puissant" ou "prononcé", dépend de l'origine du brie dont il est issu, et de sa durée d'affinage. Un brie de Meaux, au goût plus doux qu'un brie de Melun, donnera un brie noir au goût moins fort. Le goût et la texture d'un brie affiné pendant 6 mois peuvent rappeler le comté, quand ceux d'un brie noir d'un an font penser au parmesan,,,,.